# Застава Секеља
Застава Секеља мађ. Székely zászló) је застава коју користи заједница етничких Мађара, |Секеља. То је плава застава са златном траком, „звезда-сунце” и полумесецом. Оба симбола се доживљавају као древни симболи Секеља. Застава је дизајнирана од стране Адама Коње а Национални савет Секеља усвојио га је 2004. године и од тада је симбол народа Секеља. Румунске власти су увеле одређена ограничења под којим условима се застава може истаћи, што је наводно подстакло њену популарност.
Тврди се да су и симболи заставе и њене боје традиционални симболи Секеља. Што се тиче последњег, нема чврстих доказа, али су полумесец и сунце коришћени најмање од 15. века у Трансилванији. Међутим, употреба „звезде сунца“ како ју је дефинисао Коња је контроверзна јер није у складу са хералдичким правилима. Осим плаве и златне, постоји још једна незванична верзија Секељске заставе, црвено-црна коју користе неке Секељске групе и организације.

## Дизајн
Заставу Секеља дизајнирао је Адам Коња и званично је усвојен 2004. године. То је плава правоугаона застава у размеру 2 : 3. Азурна (плава) позадина је пресечена хоризонталном златном линијом у односу 2 : 1 : 2. На страни јарбола у оквиру горње плаве траке налази се осмокрака златна звезда и сребрни полумесец.
Према Адамовом оригиналном опису заставе, осмокрака „звезда-сунце“ симболизује осам историјских седишта Секеља (Бардоц-Миклошварсек, Чиксек, Ђерђосек, Кездисек, Марошсек, Орбајисек), Сепшисек и Удвархељсек. Полумесец и сунце су се већ у 16. веку сматрали симболима Секеља. У ствари, 1580. године појавили су се као компоненте грба Кнежевине Трансилваније и трансилванијска скупштина их је усвојила као званичне симболе Секеља 1659. Након тога, полумесец и сунце су почели да се појављују на заставама и грбовима седишта Секеља.
Тврдило се да су боје заставе, плава и златна, коришћене у војним заставама принца од Трансилваније Мојсија Секеља и да су плава и златна боја коришћене у грбу округа Марош-Торда доказ антике боја као Секељских симбола, али то није потврђено. Такође, застава Мојсија Секеља није била плава и златна, већ плаво-бела.
Стручњаци су такође критиковали да сунце представљено на застави Секеља није у складу са хералдичким правилима, јер није хералдичко сунце, али у ствари није ни звезда, већ пре подсећа на узорке истканих мотива које су ткали и везли Секељи.

### Црвено-црна верзија
Постоји и друга незванична верзија заставе Секеља коју неки људи знају као стара или борбена застава Секеља. У стварности, ова верзија нема историјски преседан, јер је настала у другој половини 20. века у области Чиксека користећи основне боје типичне секељске женске народне ношње као „побуну” против румунских власти. Данас је углавном користе становници Чиксека, а неки су је погрешно сматрали старом, традиционалном заставом Секелија.
Црно-црвену верзију користи „Светско удружење Секеља”, регистрована у Сједињеним Државама, а преферирају је и мотоциклисти и рокери.

## Историја заставе Секеља

### Први симболи Секеља и војне заставе
Један од најстаријих симбола Секеља је грб из 15. века који се састоји од оклопљене руке која држи мач на црвеној позадини, мач пробија златну круну, срце и главу медведа, а са обе стране ове последње су месец у успону и шестокрака звезда. Друге војне заставе Секеља тог времена вероватно су такође носиле ове боје и симболе.
Вероватно, данашња званична застава се може пратити још од времена трансилванског принца Мојсија Секелија. Његове војне заставе су предводиле Секељске војнике у бици код Гуруслауа 3. августа 1601. године, али након њиховог пораза, заставе су заробљене и послате у Праг[[]] који је тада био под управом Хабзбурга. Трансилванијске заставе, које су заробљене, објављене су у студији Шандора Мике из 1893. године под имену Ердељске ратне заставе из 1601. („Erdélyi hadizászlók 1601-ből“).
Пре 21. века није постојала униформна застава за Секеље. До 1876. године свако седиште Секеља користило је своје симболе као независна политичка јединица, а затим до Тријанонског уговора, мађарске државне симболе. У модерно доба, етнички Мађари у Румунији почели су да користе мађарску заставу, постављајући је на зграде. Међутим, румунски закон усвојен 1994. године и допуњен 2001. забрањује истицање заставе „страних држава“, укључујући Мађарску, у незваничним приликама, чиме је онемогућено коришћење мађарске заставе.

### Данашња застава
Године 2003. основан је Национални савет Секеља. Усвојила је плаву и златну заставу Секеља и грб Адама Коње, засноване на комбинацијама старх амблемима Секеља, као сопствене симболе.
Пошто је овај савет главни заговорник покрета за аутономију Секеља, ови симболи су убрзо постали израз секељске кохезије, сарадње и самоидентитета. Док је популарност заставе почела постепено да расте, штампа и људи су почели да је називају заставом Секеља. Дана 5. септембра 2009. године, једна организација Секеља прогласила је симболе заставом и грбом земље Секеља. Тврдило се да Румуни не могу повезати Секељске захтеве за аутономију са мађарским иредентистичким идејама кроз употребу заставе Секеља, јер на њој нема чак ни једног мађарског државног симбола.
У наредним годинама, застава Секеља ће почети да се појављује на неколико јавних зграда, као и на местима насељеним Секељима, као што су Чумани (Gyergyócsomafalva) 2005. године, у Светом Ђорђу (Sepsiszentgyörgy) 2009. године, и могуће у неким осталим местима. Румунске власти су на ово одговориле бројним правоснажним пресудама донетим од 2013. године, према којима симболи Секеља морају бити уклоњени са свих јавних зграда и простора, укључујући и њихову унутрашњост. Да би се ово ојачало, 2015. је усвојен нови закон који је додатно ограничио употребу застава Секеља.
По некима, популарност и значај заставе Секеља може се донекле приписати прогону и кампањи румунских власти против ње. Према речима мађарског новинара Левентеа Балога, „да нису покренули кампању против заставе, не би се много људи осим његовог проналазача заинтересовало за њега. На овај начин је, међутим, остао у умовима оних који су ионако мало имали везе са Секељима, а данас се свуда види као мањински симбол којег прогоне шовинистичке власти“.
Такође се користи у неким местима Мађарске. У ствари, почео је да се поставља на зграду мађарског парламента у Будимпешти 15. фебруара 2013. године, као и на неколико општинских зграда у земљи.